# Christoffer Fagerli Rukke
Christoffer Fagerli Rukke (ur. 17 kwietnia 1988 w Hønefoss) – norweski łyżwiarz szybki.
W wieku 21 lat Rukke uczestniczył w Zimowych Igrzyskach Olimpijskich 2010 w Vancouver. Brał wówczas udział w dwóch konkurencjach łyżwiarstwa szybkiego: biegu na 1000 m (35. miejsce) oraz biegu na 1500 m (20. miejsce).

## Rekordy życiowe
| Dystans  | Czas     | Data                 | Miejsce        |
| -------- | -------- | -------------------- | -------------- |
| 500 m    | 35,10    | 15 listopada 2013    | Salt Lake City |
| 1000 m   | 1.08,77  | 19 marca 2016        | Calgary        |
| 1500 m   | 1.44,84  | 6 marca 2009         | Salt Lake City |
| 3000 m   | 3.55,92  | 19 października 2012 | Inzell         |
| 5000 m   | 6.57,38  | 29 lipca 2006        | Erfurt         |
| 10 000 m | 14.51,47 | 17 grudnia 2006      | Geithus        |
| Źródło:  |          |                      |                |